# 타흐눈 빈 모함메드 스타디움
타흐눈 빈 모함메드 스타디움(아랍어: استاد طحنون بن محمد)은 아랍에미리트 알아인에 있는 다목적 경기장으로, 알아인 FC, 아랍에미리트의 홈구장으로 사용되고 있다. . 이 경기장은 주로 축구 경기에 사용된다. 1987년에 완공되었으며 15,000명을 수용할 수 있다.이 경기장은 AFC 챔피언스리그 2002-03 결승전 경기가 진행되었다.
2006년 5월 30일 아랍에미리트의 Ittihad와 Al Khaleej 신문은 알아인에 새로운 세계 수준의 경기장이 건설될 것이며 향후 5년 내에 완료될 것이라고 밝혔다.
1996년 AFC 아시안컵와 같은 국제 축구 대회가 열린 경기장이기도 하다.